# Devastation-Klasse
Die Devastation-Klasse war eine Schiffsklasse von Panzerschiffen, die in den 1870er-Jahren für die Royal Navy gebaut wurden.
Die Schiffe waren die ersten hochseetauglichen Kriegsschiffe, die keine Segel mehr trugen und deren Hauptbewaffnung nicht im Schiffsrumpf, sondern drehbar auf dem Schiffsdeck aufgestellt war. Sie stellen damit einen ersten Schritt auf dem Weg vom herkömmlichen Panzerschiff mit Batteriedeck zum modernen Schlachtschiff dar.

## Geschichte
Zu Beginn des Jahres 1869 forderte der Erste Lords der Admiralität, Sir Hugh Childers, vom Chefkonstrukteur der Royal Navy, Edward Reed, einen großen Monitor zu entwickeln, der unter Dampf von Queenstown in Irland nach Halifax in Kanada fahren können sollte.
Reed legte im Februar 1869 erste Entwurfsskizzen vor. Seiner Ansicht nach war die vorgesehene Verdrängung von 3.000 tn. l. jedoch nicht ausreichend, daher schlug er eine Erhöhung auf 4.400 tn. l. vor. Auf einer unmittelbar im Anschluss stattfindenden Konferenz des Admiralty Board wurde Einigung darüber erzielt, dass die Hauptbewaffnung aus vier 305-mm-Geschützen in zwei Doppel-Geschütztürmen bestehen sollte, deren Panzerung 360 mm stark sein sollte. Das Schiff sollte wiederum durch einen Gürtelpanzer mit einer Stärke von 300 mm in Höhe der Wasserlinie geschützt werden.
Der Freibord wurde mit 1,40 sehr klein gehalten. So sollte das Schiff eine geringere Angriffsfläche bieten und die Kosten für die Panzerung reduziert werden. Aus Gründen der Betriebssicherheit waren zwei Dampfmaschinen und zwei Schiffsschrauben vorgesehen. Auf Masten und Besegelung wurde von vornherein verzichtet. Das stehende Gut der Masten hätte den Seitenrichtbereich der Geschütztürme und damit deren Gefechtseigenschaften eingeschränkt. Entwürfe, die ein zusätzliches Deck oberhalb der Geschütztürme vorsahen, welches die Masten trug, führten unter anderem zu einem erhöhten Schwerpunkt und waren wenig praktikabel. Allerdings waren die Schiffe bei Ausfall der Maschinenanlage nicht mehr manövrierfähig. Ein möglicher Einsatz richtete sich damit nach dem Vorhandensein von Kohlestationen im Operationsgebiet. Auf dieses Problem hatte bereits Sir William Jervois hingewiesen. Letztendlich führte der mit der Devastation-Klasse beginnende Übergang zum dampfgetriebenen Kriegsschiff ohne Besegelung zur Einrichtung von Flottenstützpunkten in den britischen Kolonien und Dominions in Amerika, Asien und Afrika sowie entlang der Routen zu diesen Kolonien und Dominions.
Eine Kopie der vorgesehenen Türme wurde in Shoeburyness im Mai 1872 getestet. Die 280 mm starken Panzerplatten waren mit 380 mm starkem Teakholz unterlegt und einer 32 mm starken Innenhaut aus Metall versehen. Die Panzerung widerstand einem Beschuss aus einem 25-Tonnen-Geschütz aus einer Entfernung von rund 180 m. Ein Treffer auf die Grenze zweier Panzerplatten schlug ein Loch von 180 mm Durchmesser in die Panzerung, konnte diese jedoch nicht durchschlagen.
Der Verlust der HMS Captain im Jahre 1870 führte zu Bedenken hinsichtlich der Stabilität der Turmschiffe. Ein Ausschuss wurde eingerichtet, um festzustellen, ob die Devastation sicher sein würde. Im Ergebnis der Sitzungen des Ausschusses wurde der gepanzerte Schiffsrumpf durch ungepanzerte Anbauten an den Seiten und achtern vergrößert, um die Stabilität des Schiffes bei großen Krängungswinkeln zu verbessern. Der Komfort für die Mannschaft erhöhte sich ebenfalls, da in den Anbauten zusätzliche Unterkünfte und vor allem Latrinen eingerichtet wurden. Da die Anbauten nicht gepanzert waren, waren sie im Gefecht stark gefährdet. Ihr Verlust oder ihre ernsthafte Beschädigung musste die Stabilität des Schiffes verringern.

## Technik

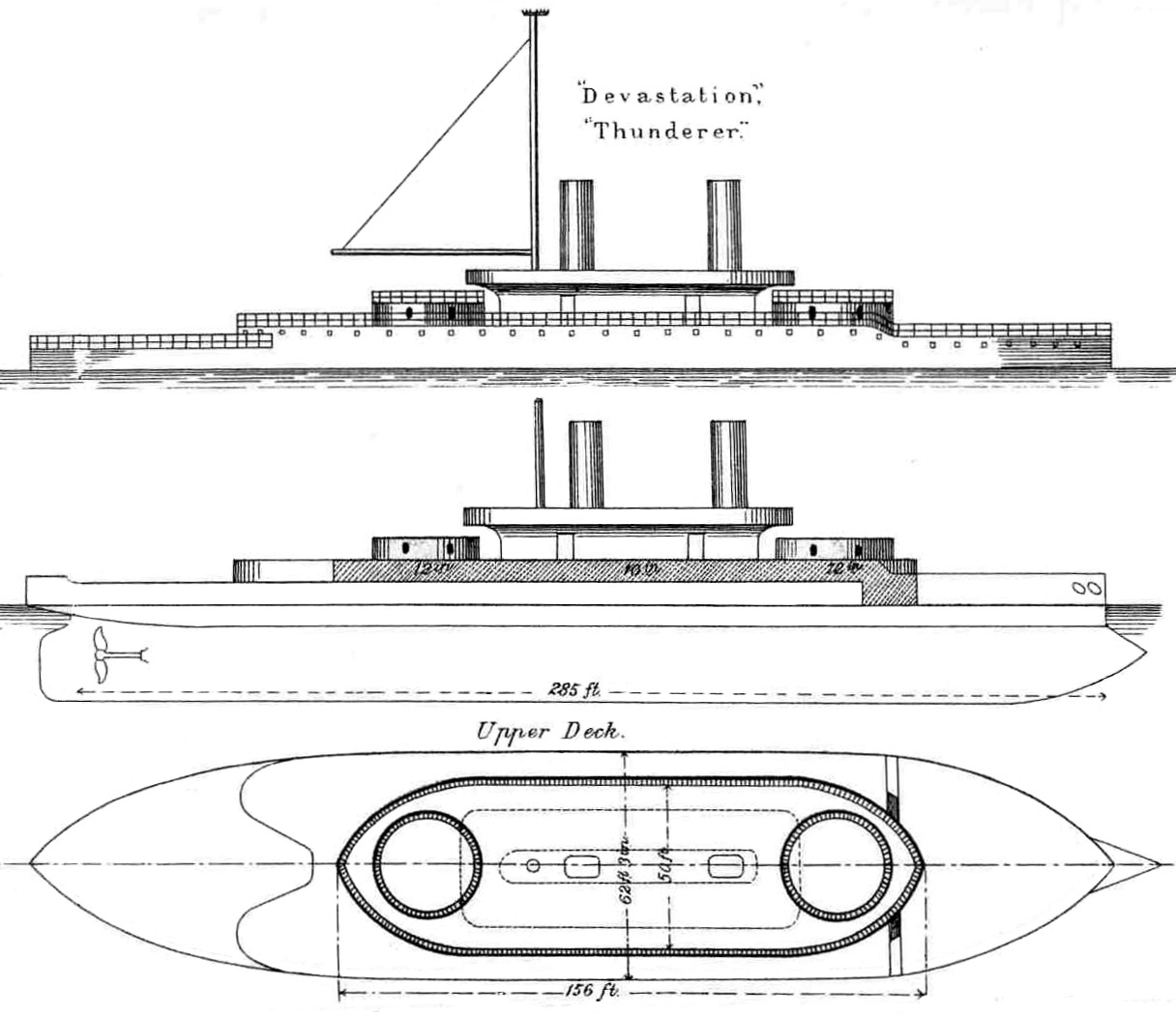
Seitenriss und Decksplan, Brassey’s Naval Annual 1888

### Schiffsmaße
Die Schiffe der Devastation-Klasse hatten eine Gesamtlänge von 93,57 m, eine Breite von 18,97 m und einen Tiefgang von 8,03 m. Die Verdrängung lag zwischen 9.337 t und 9.984 t.

### Antrieb
Die Schiffe waren mit zwei 2-Zylinder-Rumpfdampfmaschinen ausgestattet, die jeweils eine Welle antrieben und insgesamt 5.600 Shp (4.119 kW) entwickelten, mit der das Schiff eine Höchstgeschwindigkeit von 12,5 Knoten (23 km/h) erreichte. Der Dampf wurde von acht Großwasserraumkesseln geliefert. Das Schiff konnte maximal 1.830 t Kohle mitführen, was ihm bei 10 Knoten (19 km/h) eine Reichweite von 4.700 Seemeilen (8704 km) ermöglichte. Nach dem Umbau von 1890 bis 1892 erhielten die Schiffe jeweils zwei Maudslay-3-Zylinder-Verbunddampfmaschinen mit einer Leistung von 7000 Shp und einer Höchstgeschwindigkeit von 14 Knoten.

### Bewaffnung
Die Bewaffnung der Schiffe bestand aus vier 305-mm-Geschützen in runden Geschütztürmen entlang der Mittelachse vor und hinter den Aufbauten. Zwischen 1890 und 1892 wurden sämtliche Geschütze durch 254-mm-Hinterladerkanonen ersetzt. Die Geschütze hatten auf Mk I Devastation und Mk II Thunderer einen Seitenrichtbereich von −150 +150 Grad. Die Kanone wog 30 tn. l. und hatte bei einer maximalen Elevation von +12 Grad und einer Mündungsgeschwindigkeit von 622 m/s eine Reichweite von 9.235 m. Die Feuerrate lag bei einem Schuss alle zwei Minuten. Die Kanonen verschossen panzerbrechende Granaten AP mit einem Gewicht von 227 kg. Zur Verteidigung gegen Torpedoboote erhielten die Schiffe sechs 57-mm- und acht 47-mm-Schnellfeuergeschütze von Hotchkiss.

### Panzerung
Die Schiffe der Devastation-Klasse verfügten über einen schmiedeeisernen Panzergürtel. Der Hauptgürtel verlief vom vorderen Geschützturm bis zum Heck. Er war mittschiffs 305 mm dick und bildete zusammen mit 125 mm starken Querschotten die gepanzerte Zitadelle. Dahinter verjüngte sich der Gürtel bis zum Heck hin auf 229 mm. Darunter verlief ein weiterer Plankengang mit einer Dicke von 254 mm über die gleiche Länge des Schiffes, der sich außerhalb der Zitadelle auf 216 mm verjüngte. Die gesamte Panzerung reichte vom Oberdeck bis 1,22 m unter die Wasserlinie. Die Geschütztürme waren durch 152 bis 178 mm dicke Platten geschützt, die durch eine Teakholzschicht voneinander getrennt waren. Der Kommandoturm mit 152 bis 229 mm gepanzert Die Schiffe hatten ein gepanzertes Deck mit einer Stärke von 76 mm, das im Inneren der Zitadelle durch 51 mm Panzerung verstärkt wurde.

## Schiffe der Klasse

### HMSDevastation
Die HMS Devastation wurde am 12. November 1869 im Portsmouth Dockyard auf Kiel gelegt. Der Stapellauf fand am 12. Juli 1871 statt, die Indienststellung am 19. April 1873. 1908 wurde das Schiff abgewrackt.

### HMSThunderer

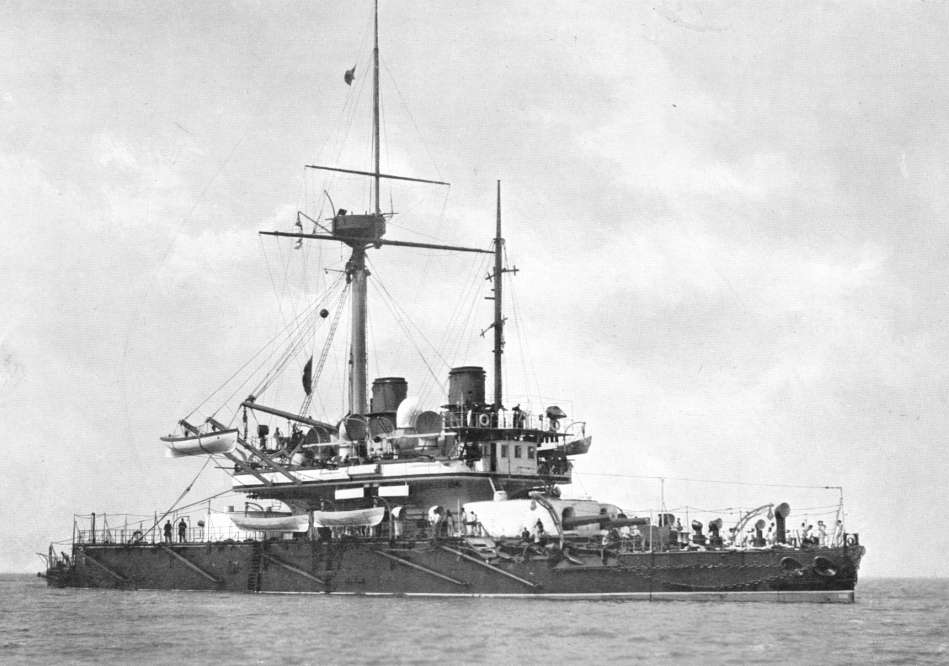
Die Thunderer, zirka 1896–1897

HMS Thunderer wurde am 26. Juni 1869 im Pembroke Dockyard auf Kiel gelegt. Der Stapellauf fand am 25. März 1871 statt, die Indienststellung am 26. Mai 1877. Am 14. Juli 1876 ereignete sich eine Kesselexplosion. Das Schiff fuhr mit voller Kraft zur Erprobung der Höchstgeschwindigkeit von Portsmouth Harbour nach Stokes Bay, als bei der Überschreitung des Kesseldrucks von 30 Pfund je Quadratzoll (210 kPa) einer der rechteckigen Kessel platzte. 45 Seeleute fanden den Tod. Dabei wurden 15 Seeleute einschließlich des Kommandanten des Schiffes, der sich zu diesem Zeitpunkt im Kesselraum befand, sofort getötet, weitere 70 wurden verletzt, von denen 30 später starben. Als Ursache wurden ein defektes Manometer und  durch Korrosion festsitzende Sicherheitsventile festgestellt, so dass der Überdruck nicht festgestellt bzw. automatisch abgebaut werden konnte. Der Unfall führte zur Einführung neuer Zylinderkessel anstelle der bisher verwendeten Kofferkessel. Weiterhin wurde als Folge der Katastrophe 1879 das erste offizielle Handbuch für Maschinenanlagen (Steam Manual) herausgegeben.
Ein weiterer schwerer Unfall ereignete sich im Januar 1879, als während eines scharfen Schießens im Marmarameer das linke Geschütz des vorderen Turmes explodierte. Ursache war, dass das Geschütz nach einem Versager doppelt geladen worden war. Bei der Explosion fanden elf Seeleute den Tod, 35 weitere wurden verletzt. In der Folgezeit nach dem Unfall ersetzte die Royal Navy nach und nach die vorhandenen Vorderladergeschütze durch Hinterladergeschütze. Die Verfahren zum Laden der Geschütze wurden ebenfalls verbessert. Die HMS Thunderer selbst wurde mit 10-Zoll-Hinterladern ausgerüstet. Das Schiff war in der Flotte anschließend sehr beliebt, König Georg V. diente während seiner Zeit als Prince of Wales im Rang eines Lieutenant auf diesem Schiff. Mit seinem breiten Rumpf war das Schiff eine stabile Geschützplattform. Der Ausspruch „stabil wie die alte Thunderer“ wurde als großes Lob für Neulinge in der Flotte benutzt.
Im Juli 1909 wurde das Schiff verkauft und abgewrackt.